# NGC 7572
NGC 7572 (другие обозначения — PGC 70919, MCG 3-59-23, ZWG 454.21) — галактика в созвездии Пегас.
Этот объект входит в число перечисленных в оригинальной редакции «Нового общего каталога».